# Edificio de la Intendencia de la Región de Coquimbo
El edificio de la Intendencia de la Región de Coquimbo  En el lugar se albergan los servicios públicos de la Intendencia, Gobierno Regional y El Consejo Regional. Se distribuye de la siguiente forma: primer piso Gobierno Regional, Segundo piso Intendencia y tercer piso Gobierno Regional y Consejo Regional. Está ubicado en calle Arturo Prat 350, La Serena, frente a la Plaza de Armas de la ciudad.
El edificio fue construido en 1952, durante las obras del «Plan Serena», por el arquitecto de la Dirección de Obras Públicas Edwin Weil. Antes de su construcción, la Intendencia se ubicaba en el costado poniente de la Plaza de Armas, en calle Matta, lugar que actualmente ocupa la Plaza Gabriel González Videla, en un edificio que fue demolido tras el terremoto de 1975 por los serios daños que sufrió.
En su interior se encuentra el «Salón de Congresos Gabriel González Videla», el cual es utilizado para seminarios, congresos, convenciones, y actividades oficiales de la Intendencia y del Gobierno Regional. Originalmente el edificio contenía también la residencia del intendente provincial, las oficinas de dicha autoridad y las de la Tesorería Fiscal e Impuestos Internos.